# RNLB J.C. Madge
Le RNLB J.C. Madge  (ON 536) est un ancien lifeboat de la Royal National Lifeboat Institution (RNLI). C'était une unité de la Liverpool-class lifeboat (en), canot non-autoredressable, qui était stationné à la Sheringham Lifeboat Station (en) dans le village côtier anglais de Sheringham, dans le comté de Norfolk au Royaume-Uni de décembre 1904 à juin 1936. Il a été offert sur l'héritage de Mr James C. Madge de Southampton. Après son rachat en 1989 et sa restauration, il est exposé au The Mo Sheringham Museum (The Mo) où se trouve aussi le RNLB The Manchester Unity of Oddfellows et le RNLB Forester's Centenary.
Ce bâtiment est inscrit au registre du National Historic Ships depuis le 14 août 1999 avec le certificat no 1763.

## Histoire

### Conception et construction
Le J.C. Madge a été construit au chantier naval Thames Iron Works de Londres en 1903 au prix de 1 436 £. Il a été payé par un héritage de 2 000 £ pour la RNLI par Mr James C Madge, un chimiste de Southampton. C'était une embarcation de sauvetage en bois, à bordage à clin, de classe Liverpool, non-autoredressable, mue à la rame et voile.
Le bateau a été équipé de deux glissières et de deux réservoirs d'eau de ballast. L'embarcation avait deux mâts : mât de misaine et mât d'artimon. Il était actionné par 16 avirons. Son chariot de lancement a été construit par la compagnie Bristol Wagon & Carriage Works et a été livré séparément par chemin de fer. Ce chariot a été construit avec des roues avant plus grandes avec une série de plaques métalliques  autour de la circonférence de chaque roue. Leur but était d'empêcher l'attelage de couler dans des zones de sable mou.
Des cordes lourdes étaient attachées au chariot, et une équipe de 30 hommes ou plus la tractait jusque dans les vagues au moment du lancement. À son retour, s'il était impossible de revenir à la rame, on utilisait un guindeau tirant une épaisse corde, dont une extrémité était ancrée à environ 200 mètres au large et l'autre fixée au hangar du canot de sauvetage. Un grand treuil actionné manuellement aidait à récupérer le bateau après chaque sortie.

### Station de sauvetage de Sheringham

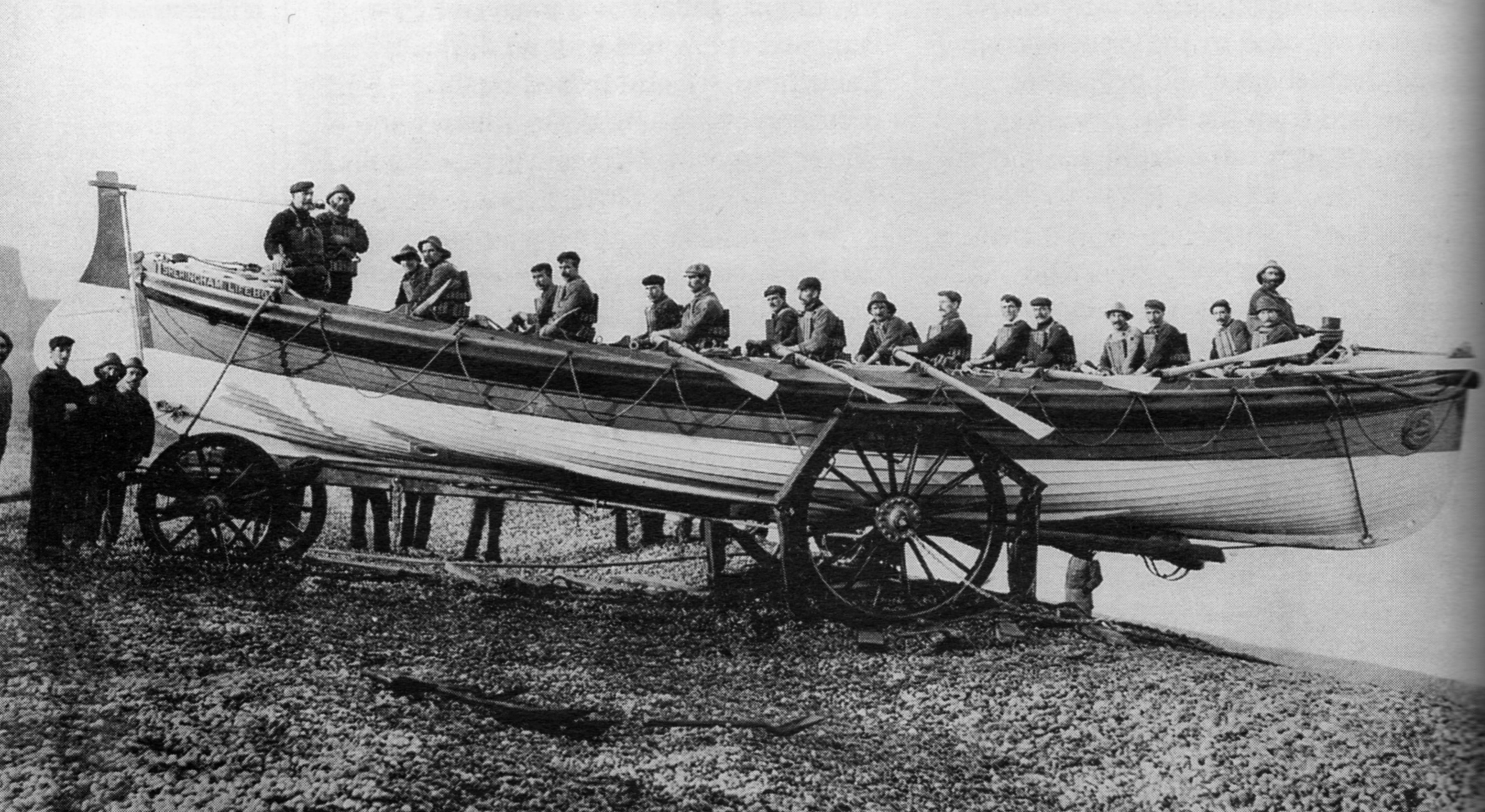
J.C. Madge (1904)

Le J.C. Madge a quitté le chantier naval de Londres le 30 novembre 1904, avec un équipage  de sept hommes. Il navigua le long de la côte est par beau temps, avec des arrêts de nuit à Harwich et Great Yarmouth, arrivant à Sheringham le 2 décembre 1904. Quand il y arriva, il a été logé dans un nouveau local à canot construit à Old Hythe près de Sheringham. La nouvelle embarcation de sauvetage a été inaugurée le 13 décembre 1904, à Old Hythe et a été baptisé par la fille du président de la succursale locale du RNLI, Mr. Henry Ramey Upcher.
Le J.C. Madge a été lancé 34 fois d'Old Hythe et a permis de sauver 58 vies.
Sa première intervention s'est déroulée le 6 janvier pour les barges Gothic et Teutonic sur  Londres. Les équipages ont été sauvés et ramenés à Sheringham, et ensuite, le J.C. Madge et un bateau de pêche, le Henry Ramey Upcher, ont remorqué les deux barges à Great Yarmouth.
Le 24 février 1916, il est intervenu auprès du vapeur de Bergen SS Uller. Le paquebot était en partance de Sunderland pour La Pallice et avait échoué sur un banc de sable de Dudgeon. Au milieu d'une tempête de neige et des vents violents le  J.C. Madge a accompagné le SS Uller toute la nuit, et l'a escorté jusqu'à l'estuaire du Humber.
Sa dernière mission s'est effectuée le 2 avril 1936 pour le sauvetage du bateau de pêche de Sheringham Little Madge. Après avoir évacué son équipage, il a du être aidé par le RNLB H.F. Bailey III de Cromer, deux bateaux ayant été nécessaires pour le remorquage.

### Retraite
Après sa mise en retraite à Sheringham, le J.C. Madge a été remplacé par le RNLB Forester's Centenary. Le canot est resté à Sheringham plus d'un mois avant d'être vendu pour 80 £ à W. Gillard de Wembley dans le Middlesex. Il a été transformé en bateau de plaisance privé avec l'ajout d'une cabine. Le bateau a navigué autour de la côte de Norfolk et Lincolnshire durant de nombreuses années.
En 1988, le J.C. Madge a participé à la Journée annuelle de la station de sauvetage de Sheringham. À la suite de cette exposition, 30 000 £ ont été collectées pour son rachat et sa restauration en 1989 par le Sheringham Museum Trust. En été 1989, il a navigué de Brancaster par Lowestoft jusqu'à l'International Boatbuilding College à Oulton Broad où une restauration lui a rendu son ancienne apparence de canot de sauvetage.
Le 14 août 1999 le National Historic Ships a ajouté le J.C. Madge au Registre national des navires historiques (certificat no 1763). Depuis Mars 2010, il est exposé en permanence à The Mo Sheringham Museum.